# Ana-Maria Rizzuto
Ana-Maria Rizzuto (* 23. Dezember 1932) ist eine argentinische Psychoanalytikerin. Sie wurde vor allem für ihre klinische Studie „The Birth of the Living God“ bekannt, die als Standardwerk der Religionspsychologie gilt.

## Biografie
Rizzuto machte in Córdoba, Argentinien, ihr medizinisches Doktorat und lehrte an der dortigen Universität 1960–65 Kinder- und Jugendentwicklungspsychologie. Im Wintersemester 1963/64 lehrte sie im katholischen Priesterseminar von Córdoba „Pastorale Anthropologie“. Dies gab Rizzuto den Anstoß, im Bereich der Religionspsychologie eine klinische Studie zu unternehmen, da sie in ihrer Recherche viele Theorien zur Religionspsychologie und klinische Studien über „beobachtbare Prozesse“ fand, aber keine klinischen Studien über das unbewusste und versteckte Bilden der Gottesrepräsentanz. Ihre hieraus gebildeten Theorien zur Religionspsychologie sind von der psychoanalytischen Strömung der Objektbeziehungstheorie beeinflusst.
Rizzuto emigrierte in die USA. Dort unternahm sie auch die Untersuchungen zur Studie „The Birth of the Living God“. Zu der Zeit war sie in unterschiedlichen Kliniken tätig, u. a. war sie „Clinical Professor of Psychiatry“ in der „Tufts Medical School“. Diese Tätigkeit übte sie bis 1991 aus.
1987 war Rizzuto Gastlektorin für Religionspsychologie an der theologischen Fakultät von Harvard. 2005 ist sie „Supervising Analyst“ im Psychoanalytischen Institut von Neu England, East (PINE). Sie ist ein Mitglied sowohl der amerikanischen als auch der internationalen psychoanalytischen Gemeinschaft, des CAPS (Center for Advanced Psychoanalytic Studies). Sie betreibt seit 2005 eine psychoanalytische Privatpraxis in Brookline, Massachusetts.